# 폴 앤더슨 (배우)
폴 앤더슨(Paul Anderson)은 잉글랜드의 배우이다.

## 필모그래피
- 패션, 위험한 열정 - 더크 해리만 역
- 스위니 - 프란시스 알렌 역
- 피키 블라인더스
- 스틸 라이프 - 노숙자 역
- 대열차 강도
- 71: 벨파스트의 눈물 - 레슬리 루이스 역
- 일렉트리시티 - 배리 오코너 역
- 하트 오브 더 씨 - 토마스 샤펠 역
- 레전드 - 알버트 도노휴
- 레버넌트: 죽음에서 돌아온 자 - 앤더슨 역
- 브림스톤
- 몬태나 - 토미 토마스 역
- 로빈 후드